# Onciale 054
- Papyrus
- Onciale
- Minuscules
- Lectionnaire

Le Codex 054, ou Codex Barberini, portant le numéro de référence 054 (Gregory-Aland), ε 59 (Soden), est un manuscrit du parchemin en écriture grecque onciale. 

## Description
Le codex se compose de 6 folios. Il est écrit en une colonne, de 36 lignes par colonne. Les dimensions du manuscrit sont de 29 x 18,5 cm,. Il contient les Canons de concordances. 
C'est un manuscrit contenant des fragments du texte de l'Évangile selon Jean (1,1-2,40). 
Les paléographes datent ce manuscrit du VIIIe siècle. Sa présence est attestée à la bibliothèque vaticane au XVIIe siècle par le cardinal Francesco Barberini.
Le texte du codex est de type byzantin. Kurt Aland le classe en Catégorie V. 
Tischendorf édita le texte en 1846.
Il est conservé à la bibliothèque apostolique vaticane (Barberini Gr. 521) du Rome,.